# Урупский (Успенский район)
Уру́пский — аул в Успенском районе Краснодарского края. Административный центр муниципального образования «Урупское сельское поселение».

## География
Аул расположен в юго-западной части Успенского района, на правом берегу реки Уруп. Находится в 18 км к юго-западу от районного центра — Успенское, в 33 км к юго-востоку от города Армавир и в 250 км к юго-востоку от города Краснодар.
Граничит с землями населённых пунктов: Коноковский на юго-востоке, Родниковский на юге, Подлесный на западе, Советская на северо-западе и Украинский на северо-востоке.
Аул расположен в предгорной зоне Краснодарского края. Рельеф местности представляет собой в основном холмистую местность. Основная часть населённого пункта расположено между холмистыми грядами на востоке и изрезанной долиной реки Уруп на западе. Средние высоты на территории аула составляют около 310 метра над уровнем моря. На территории поселения развиты черноземы предкавказские и предгорные. В пойме рек пойменные луговые почвы.
Гидрографическая сеть представлена рекой Уруп.
Аул находится в зоне влажного умеренного климата (Dfa согласно классификации климата Кёппена). Среднегодовая температура воздуха положительная и составляет около +10,5°С. Средняя температура июля +22,5°С, средняя температура января −1,5°С. Среднегодовое количество осадков составляет около 650 мм в год. Основная их часть приходится на период с апреля по июнь.

## История
Заселение аула началось постепенно с 1840-х годов. Когда ряд тфокотлей (свободных крестьян) князя Болотокова получили дозволение своего князя в переселении на правый берег реки Уруп.  Население аула было представлено различными адыгскими (черкесскими) обществами, которые во время и после Кавказской войны переселялись на эти места. С 1867 года аул стали заселять освободившиеся черкесские крестьяне из Армавира. Адыгское название аула — Шхашефиж (Шъхьащэфыжь, Щхьэщэхужь), в переводе с адыгского языка буквально означает — «выкупивший голову».
К первой половине 1866 года, в ауле насчитывалось 47 дворов с численностью населения в 312 человек, из них мужчин — 168, женщин — 144.
В апреле 1867 года по распоряжению начальника Урупского округа, аулу Шхашефиж было присвоено новое название — аул Урупский. Однако до сих пор, среди адыгов в быту употребляется первоначальное название аула. В конце 1875 года в ауле было 206 дворов с населением в 1620 человек: мужчин — 996, женщин — 624.
В 1895 году в ауле жило 3205 мужчин и 3195 женщин, было 950 дворов, церковь, школа, 13 лавок, маслобойня.
В 1925 году в состав Урупского сельсовета был передан упразднённый Коноковский сельский совет. В годы Великой Отечественной войны, аул был оккупирован немецкими войсками в начале августа 1942 года. Освобождён в конце января 1943 года.
Ныне в ауле говорят на особом специфическом говоре адыгского языка, являющемся смесью различных его диалектов.

## Население
| 2002 | 2010  |
| ---- | ----- |
| 1730 | ↘1725 |

Национальный состав
По данным Всероссийской переписи населения 2010 года:
| Народ   | Численность, чел. | Доля от всего населения, % |
| ------- | ----------------- | -------------------------- |
| черкесы | 1 681             | 97,4 %                     |
| другие  | 44                | 2,6 %                      |
| всего   | 1 725             | 100 %                      |

По данным Всероссийской переписи населения 2021 года:
| Народ             | Численность, чел. | Доля от всего населения, % |
| ----------------- | ----------------- | -------------------------- |
| черкесы           | 1 505             | 96,47 %                    |
| русские           | 16                | 1,02 %                     |
| другие/не указано | 39                | 2,50 %                     |
| всего             | 1 560             | 100,0 %                    |

## Образование
- МБОУ Средняя общеобразовательная школа № 9 «им. Тимова М.М.» — ул. Шовгенова, 36.
- МБДОУ Начальная школа Детский сад № 4 «Одуванчик» — ул. Шовгенова, 27.

## Здравоохранение
- Фельдшерско-акушерский пункт (ФАП) — ул. Шовгенова, 33.

## Культура
- Сельский дом культуры — ул. Шовгенова, 34.

Общественно-политические организации:
- Адыгэ Хасэ

## Ислам
До 1930-х годов, в ауле действовало четыре мечети. К 1937 году три мечети было разрушено, четвертую оставили, но закрыли.  В 1998 году в ауле была открыта новая мечеть.
- Местная мусульманская религиозная организация — ул. Шовгенова, 32.

## Экономика
Основной экономической специализацией является агропромышленный комплекс. Наибольшее развитие получили технические и зерновые культуры.

## Улицы
На территории аула зарегистрировано 20 улиц:

| Адыгейская   |
| Андрухаева   |
| Восточная    |
| Гагарина     |
| Карла Маркса |
| Кавказская   |
| Кирова       |

| Комсомольская |
| Кооперативная |
| Красная       |
| Ленина        |
| Мира          |
| Набережная    |
| Октябрьская   |

| Подгорная |
| Пушкина   |
| Советская |
| Чапаева   |
| Шовгенова |
| Южная     |

## Известные уроженцы
- Машбаш Исхак Шумафович (1931) — адыгский (черкесский) поэт и писатель. Народный писатель Адыгеи, Кабардино-Балкарии и Карачаево-Черкесии[9].
- Делов Алий Харунович (1915-1990) — Герой Социалистического Труда.
- Чентемиров Минас Георгиевич (1910-2004) — советский государственный и хозяйственный деятель. Герой Социалистического Труда.
- Марзанов Нурбий Сафарбиевич (1952) — доктор биологических наук, профессор, главный научный сотрудник Федерального научного центра животноводства ВИЖ имени академика Л. К. Эрнста.
- Шаззо Рамазан Измаилович (1943-2018) – российский учёный в области переработки и хранения сельскохозяйственной продукции, член-корреспондент РАСХН (2001), член-корреспондент РАН.
- Бирамов Мосс Джанхотович (07.05.1912 — 09.09.1990) — участник Великой Отечественной войны, комбайнер Южно-Хуторской МТС Успенского района Краснодарского края. Герой Социалистического Труда (27.02.1951).